# أكسولتان أتاييوا
أكسولتان توريفانا أتاييوا (باللغة التركمانية: Aksoltan Töreýewna Ataýewa، وبالروسية: Аксолтан Тореевна Атаева؛ ولدت في 6 من نوفمبر/ تشرين الثاني لعام 1944 بعشق آباد في دولة تركمانستان تابعة للاتحاد السوفيتي السابق) ومازالت أكسولتان كمندوبة دائمة لدولة تركمانستان بالأمم المتحدة منذ 23 فبراير/شباط لعام 1995.

## سيرتها الذاتية
تخرجت في المعهد الطبي الحكومي التركماني مع درجة مرشح العلوم الطبية في عام 1968.
فقد عملت كنائبة لوزير الصحة العامة من عام 1985 إلى 1991، وكوزيرة للصحة العامة من عام 1991 إلى 1994، وعملت كذلك كوزيرة للأمن الاجتماعي ورئيسة نقابات العمال التركماني من عام 1994 إلى 1995. وانضمت للحزب الديمقراطي الحاكم في عام 1992 وأصبحت عضوًا في مجلس الشعب في عام 1993.
منذ يناير لعام 1994، عملت كممثلة دائمة لدولة تركمنستان بالأمم المتحدة.
في عام 2008، عينت سفيرة فوق العادة ومفوضة لتركمنستان لدى جمهورية كوبا. أما في عام 2011، عملت كذلك سفيرة فوق العادة ومفوضة لتركمانستان لدى جمهورية البرازيل الاتحادية، برغم أنها لم تقدم خطاب مصداقيتها للرئيسة البرازيلية ديلما روسيف حتى عام 2015. وعملت كذلك كسفيرًا فوق العادة ومفوضأ في عام 2013 لدى جمهورية فنزويلا البوليفارية.